# Endothenia eidolon
Endothenia eidolon es una especie de polilla del género Endothenia, categorizada en la tribu Olethreutini, de la subfamilia Olethreutinae.

## Distribución
Se distribuye por Ecuador.

## Taxonomía
Fue descrita por Razowski & Pelz en 2002 y publicada en (Endothenia), Polskie Pismo Ent. 71: 314.